# Flurkreuz (Leudeville)

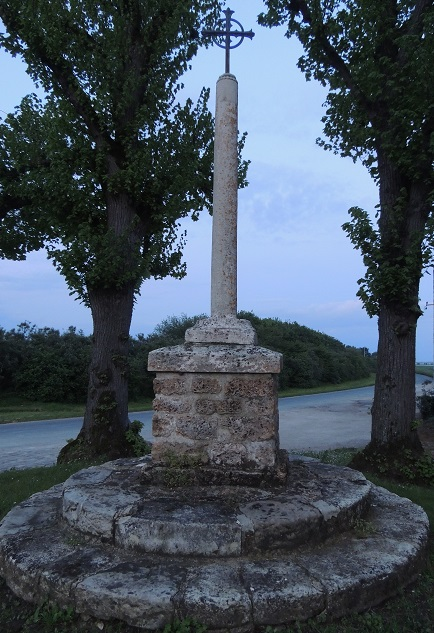
Flurkreuz in Leudeville

Das Flurkreuz in Leudeville, einer französischen Gemeinde im Département Essonne in der Region Île-de-France, wurde im 13. Jahrhundert errichtet. Das Flurkreuz ist seit 1950 als Monument historique auf der Liste der Baudenkmäler in Frankreich.
Auf einem Sockel aus Bruchstein, der eine Inschrift aus dem 19. Jahrhundert aufweist, steht eine hohe Säule mit einem schmiedeeisernen Kreuz.